# Декларация за създаване на Държавата Израел
Декларацията за създаване на Държавата Израел (на иврит: הכרזה על הקמת מדינת ישראל) е декларация, обявена на 14 май 1948 година в Тел Авив, Палестина.
Декларацията обявява създаването на еврейска държава в Ерец Израел под името Държава Израел след планираното в полунощ на същия ден изтичане на британското управление в Палестина. Текстът е подготвен от Временното правителство, приет по-рано същия ден от Временния държавен съвет и публично оповестен от ръководителя на Временното правителство Давид Бен-Гурион.